# Francisco Muñoz Rubalcava
Francisco Muñoz Rubalcava (Santiago de Cuba, Oriente, Cuba, 25 de junio de 1825 - Camagüey, Cuba, 6 de marzo de 1873) fue un poeta, político, militar y patriota cubano del siglo XIX. Además, fue filólogo, historiador y políglota.

## Orígenes y primeros años
Francisco Muñoz Rubalcava nació en la importante ciudad de Santiago de Cuba, Cuba, el 25 de junio de 1825. Sus padres, Rafael Muñoz y Asunción Rubalcava procedían de una familia acomodada. 
Desde joven, sintió especial atracción por la escritura, principalmente la poesía, recibiendo una importante influencia de la obra de su tío, el poeta Manuel Justo de Rubalcava y del colegio francés donde estudió en su niñez. 
Entre 1850 y 1851, Muñoz viajó a París, Francia. Cuando regresó a su tierra natal, se casó con la joven Delfina Peacock, quien falleció apenas dos años más tarde. Muñoz se fue a vivir a los Estados Unidos hasta 1862. En Nueva York, Muñoz publicó un cuaderno de poesías. 
Tras regresar a Cuba, se instaló en La Habana, capital del país. Posteriormente, dirigió el "Boletín Mercantil" de la ciudad de Cárdenas, en Matanzas, entre 1864 y 1867. El 23 de julio de 1866, Muñoz contrajo matrimonio con la poetisa Tomasa Varona. Muñoz Rubalcava escribió además tres novelas. 
Desde 1867, Muñoz se estableció en la ciudad de Puerto Príncipe, para dedicarse por entero a las conspiraciones independentistas que, por aquel entonces, se desarrollaban en el país. Dirigió y colaboró con varios periódicos de corte liberal, abolicionista e independentista.

## Guerra de los Diez Años
Finalmente, el 10 de octubre de 1868, todas éstas conspiraciones llevaron al Grito de Yara, el estallido de la Guerra de los Diez Años (1868-1878), primera guerra por la independencia de Cuba. 
En dicho contexto y como miembro de la Logia Masónica "Tínima", Muñoz Rubalcava fue uno de los muchos cubanos que se levantaron en armas contra las autoridades coloniales españolas en la isla, concretamente en la región de Las Tunas, siendo segundo jefe de los alzados de la región, bajo el mando de Vicente García González. 
La primera acción importante de Muñoz en la guerra aconteció el día 18 de octubre de 1868, cuando las fuerzas tuneras entre las que se encontraba tomaron el poblado de Manatí. Sin embargo, el día 22, las tropas tuneras se vieron obligadas a incendiar el poblado, tras el desembarco de tropas enemigas muy superiores, con intenciones de retomarlo. 
Participó en la Primera toma de Las Tunas, en agosto de 1869, el cual terminó en retirada para los cubanos, obligados a esto por la llegada de refuerzos enemigos, no sin antes incendiar parte de la ciudad. Posteriormente, tomó parte en otros muchos combates. Pronto, fue nombrado General de Brigada (Brigadier) del Ejército Libertador cubano. En esos primeros años de la guerra fue el segundo del Mayor General Vicente García González. 
Debido a las duras inclemencias de la guerra, su esposa Tomasa se vio forzada a marchar al exilio en Jamaica, donde vivió en la miseria. Muñoz y Tomasa nunca más volverían a verse. 
El 19 de agosto de 1871, el campamento del General García fue asaltado sorpresivamente por fuerzas enemigas. Muñoz Rubalcava jugó un papel decisivo en la defensa del campamento mambí y el combate terminó en victoria para los cubanos, causándole al enemigo 112 bajas. Como dato curioso, Muñoz y el General García se hallaban disputando una partida de ajedrez en el justo momento en que se inició el ataque enemigo.

## Muerte
A comienzos de 1873, el Brigadier Muñoz fue nombrado segundo jefe del Camagüey, subordinado al Mayor General Ignacio Agramonte. Sin embargo, no pudo asumir el cargo, pues mientras se recuperaba de una úlcera en unos ranchos fue capturado por el enemigo y conducido a la importante ciudad de Puerto Príncipe, hoy Camagüey. 
En dicha ciudad, fue duramente juzgado, condenado a muerte y fusilado, el 6 de marzo de 1873. Tenía 47 años de edad y no dejó en este mundo más que a su viuda Tomasa, que se encontraba en el exilio. 
A Muñoz le fue ofrecido un perdón a cambio de renunciar a sus ideas, cosa que rechazó. Poco antes de morir, le escribió a su esposa: «No amo tanto la vida para conservarla cubriéndome de baldón.» 